# Christian Maghoma
Christian Maghoma (ur. 8 listopada 1997 w Lubumbashi) – kongijski piłkarz, występujący na pozycji obrońcy w angielskim klubie Aldershot Town. Posiada również obywatelstwo brytyjskie

## Kariera klubowa
Wychowanek klubu Tottenham Hotspur, gdzie rozpoczął treningi w wieku 9 lat. W sezonie 2014/15, po ukończeniu pełnoletniości, podpisał zawodowy kontrakt i włączony został do kadry zespołu U-21. W listopadzie 2015 roku wypożyczono go na 2 miesiące do Yeovil Town (League Two), gdzie nie zaliczył żadnego ligowego występu. Po powrocie do Tottenhamu grał w zespole U-23, z którym występował w rozgrywkach Premier League 2 oraz EFL Trophy. W maju 2018 roku odbył testy w FC Twente (Eerste divisie), jednak sztab szkoleniowy nie zdecydował się go zatrudnić. Po wygaśnięciu jego kontraktu z Tottenhamem - wraz z końcem sezonu 2017/18 - postanowił odejść z klubu.
W czerwcu 2018 roku Maghoma podpisał trzyletnią umowę z Arką Gdynia prowadzoną przez Zbigniewa Smółkę. Miesiąc później zadebiutował w wygranym 3:2 meczu o Superpuchar Polski 2018 przeciwko Legii Warszawa. 20 października 2018 rozegrał pierwsze spotkanie w Ekstraklasie w wygranym 2:1 meczu ze Śląskiem Wrocław. 15 maja 2020 umowa z klubem została rozwiązana za porozumieniem stron.

## Kariera reprezentacyjna
W 2012 roku zaliczył występ w reprezentacji Anglii U-16 w spotkaniu z Irlandią Północną. W 2015 roku otrzymał powołania do kadr Demokratycznej Republiki Konga U-18 oraz U-20, które odrzucił.
W maju 2017 roku został przez Florenta Ibengé powołany do seniorskiej reprezentacji Demokratycznej Republiki Konga na towarzyski mecz z Botswaną i spotkanie przeciwko Kongo w kwalifikacjach Pucharu Narodów Afryki 2019. 5 czerwca 2017 zadebiutował w drużynie narodowej w wygranym 2:0 meczu z Botswaną w Rabacie.

## Życie prywatne
Urodził się w Lubumbashi w Demokratycznej Republice Konga. Jako dziecko przeprowadził się z rodziną do Londynu, gdzie ukończył edukację. Posiada obywatelstwo kongijskie i brytyjskie. Jego bracia Jacques (ur. 1987) i Paris (ur. 2001) również są piłkarzami.

## Sukcesy
Arka Gdynia
- Superpuchar Polski: 2018